# 군중 속의 얼굴
군중 속의 얼굴(A Face In The Crowd)은 미국에서 제작된 엘리아 카잔 감독의 1957년 드라마 영화이다. 앤디 그리피스 등이 주연으로 출연하였고 엘리아 카잔 등이 제작에 참여하였다.
2008년, 이 영화는 미국 국립영화등기부에 등재되었다.

## 출연

### 주연
- 앤디 그리피스

### 조연
- 패트리샤 닐

## 제작진
- 의상: 안나 힐 존스톤